# عبد الرحمن بن عبد الله بن عتبة
عبد الرحمن بن عبد الله بن عتبة بن عبد الله بن مسعود المشهور بـ المسعودي، (بعد 80 هـ - 160 هـ) فقيه، وأحد رواة الحديث النبوي.

## سيرته
عبد الرحمن بن عبد الله بن عتبة بن عبد الله بن مسعود الهذلي المسعودي الكوفي، أخو أبي العميس، ولد في خلافة عبد الملك بن مروان، بعد 80 هـ، كان فقيهًا كبيرًا، ورئيسًا نبيلًا، يخدم الدولة، قال مسعر بن كدام: «ما أعلم أحدا أعلم بعلم ابن مسعود من المسعودي»، تغير حفظه قبل موته بسنة أو سنتين، توفي سنة 160 هـ.

## روايته للحديث النبوي
- روى عن: أبي إسحاق السبيعي، وأبي إسحاق الشيباني، والقاسم بن عبد الرحمن بن عبد الله بن مسعود، وعلي بن الأقمر، وعون بن عبد الله بن عتبة، وعلقمة بن مرثد وعلي بن بذيمة، وسعيد بن أبي بردة الأشعري، وحبيب بن أبي ثابت، وأبي ضمرة جامع بن شداد، وزياد بن علاقة، وعبد الرحمن بن القاسم بن محمد بن أبي بكر، ومحمد بن عبد الرحمن مولى آل طلحة، وأبي بكر بن محمد بن عمرو بن حزم، والوليد بن العيزار،[2] وعمرو بن مرة، وعبد الجبار بن وائل، ويزيد الفقير.[1]
- روى عنه: سفيان بن عيينة، وسفيان الثوري، وشعبة بن الحجاج، وجعفر بن عون وأبو داود الطيالسي وعبد الله بن يزيد المقري، وعاصم بن علي، وخالد بن الحارث، وأبو نعيم الفضل بن دكين، والنضر بن شميل ووكيع بن الجراح، ومحمد بن عبد الله الأنصاري، ويزيد بن زريع ويزيد بن هارون وعبد الله بن المبارك وعمرو بن مرزوق وعلي بن الجعد،[2] وعبد الرحمن بن مهدي، وأبو المغيرة الخولاني، وطلق بن غنام.[1]
- الجرح والتعديل: قال أحمد بن حنبل: «هو ثقة، وسمع أبي النضر، وعاصم بن علي، وهؤلاء منه بعدما اختلط، إلا أنهم احتملوا السماع منه». وقال يحيى بن معين: «ثقة»، وقال علي بن المديني: «ثقة، قد كان يغلط، فيما روى عن عاصم بن بهدلة; وعن سلمة»، وقال النسائي: «ليس به بأس»، وقال محمد بن عبد الله بن نمير: «ثقة، اختلط بأخرة»، وقال شعبة بن الحجاج: «صدوق»،[1] وقال محمد بن سعد البغدادي: «كان ثقة كثير الحديث إلا أنه اختلط في آخر عمره، ورواية المتقدمين عنه صحيحه»، وقال أبو حاتم الرازي: «تغير قبل موته بسنة أو سنتين».[2]